# Pinikir
Pinikir was ooit de belangrijkste godin van Elam. Ze was de "Vrouwe van de Hemel", wat betekende dat ze aan het hoofd van alle Elamitische goden stond. Haar tempel stond in Susa en ze werd "Moeder der goden" genoemd.
Maar toen ze trouwde met Humban werd hij de oppergod van de Elamitische religie. Nadat Humban haar plaats had overgenomen, verliet hij Pinikir om te trouwen met Kiririsha.
Na haar scheiding met Humban verloor ze aan belang, maar ze bleef altijd de "Beschermvrouw van Susa".